# بهیو
بهیو دهستانی در استان آبیلای اسپانیا است.
در این دهستان ۴۳۹ نفر زندگی می‌کنند. مساحت این دهستان ۷۴٫۰۳ کیلومتر مربع است.